# Sancta Romana
Sancta Romana atque universalis Ecclesia (in italiano Universale Santa Romana Chiesa) è una bolla pontificia emanata da papa Giovanni XXII il 30 dicembre 1317 con la quale stabiliva, nell'ambito della disputa sulla povertà apostolica, pesanti censure contro chi sosteneva la necessità dell'assoluta povertà nell'Ordine francescano.

## Contenuto
La concezione della povertà diventa con lui non solo imitazione della vita di Cristo ma viene interpretata, specialmente dopo la sua morte, anche come denuncia della condotta morale della Chiesa e del suo potere temporale. Solo quattro anni dopo la sua morte infatti il papa Gregorio IX, con la bolla Quo elongati, si preoccupava di rendere noto che il testamento del santo d'Assisi non avesse un valore vincolante per i suoi successori. La divisione tra Spirituali, che seguivano il precetto dell'assoluta povertà, e il resto della communitas dell'Ordine, più disposta a compromessi riguardo alla proprietà e all'uso dei beni materiali, può essere vista come un segno di una crisi sociale già evidente nel XIV secolo: le differenze tra ricchi e poveri si erano accentuate e ormai la ricchezza aveva perso quasi del tutto il carattere provvidenziale di aiuto e sostegno della povertà com'era al tempo di sant'Ambrogio.
La bolla Sancta Romana confermava ed inaspriva tale percorso di repressione dei frati ribelli, sospingendo gli Spirituali sempre più nell'area dell'eresia e definendoli fraticelli, bizzocchi o beghini.